# Mendele Mojkher Sforim
Mendele Mojkher Sforim (jiddisch: מענדעלע מוכר ספרים dansk: Mendele boghandleren, oprindeligt russisk: Шолем-Янкев (Яков) Абрамович tr. Sjolem-Jankev (Jakov) Abramovitj ,  født 2. januar 1836 i Kapyl, Minsk guvernement, Russiske Kejserrige, død 25. november 1917 i Odessa) var en  forfatter af jødisk herkomst fra Rusland, kendt under sit pseudonym Mendele Moicher Sforim. Han var en af de første forfattere som begyndte at skrive bøger på det jiddische sprog.